# Dipòsit de cadàvers
Un dipòsit de cadàvers és un establiment (que pot estar dins d'un hospital o en un altre lloc) que és utilitzat per a l'emmagatzematge dels cadàvers humans que esperen identificació o extracció per autòpsia o eliminació per enterrament, cremació o un altre mètode. En la seva versió moderna, els cadàvers són refrigerats per endarrerir-ne la descomposició.
Col·loquialment, pot anomenar-se canyet.